# Vũ Thị Hương
Vũ Thị Hương (sinh năm 1986) là một cựu vận động viên chạy nước rút người Việt Nam. Do thành tích thi đấu nổi bật trên đấu trường Đông Nam Á, cô được giới truyền thông Việt Nam mệnh danh là "nữ hoàng tốc độ" chạy cự ly ngắn của thể thao Việt Nam. Trước thềm SEA Games 28 (năm 2015) cô quyết định giải nghệ. Hiện cô đang điều hành một công ty chuyên về truyền thông thể thao do mình lập ra.

## Tiểu sử
Cô sinh ngày 7 tháng 10 năm 1986 tại Định Hóa, Thái Nguyên, là con út trong gia đình có 5 anh chị em.
Ngay từ thời phổ thông, cô được phát hiện năng khiếu về bộ môn điền kinh và bắt đầu được đào tạo để thi đấu các giải phong trào. Năm 2003, cô bắt đầu chuỗi thành tích quốc tế với Huy chương đồng Seagames 22 cự ly 100m. Hai năm sau, cô trở thành vận động viên Việt Nam đầu tiên giành được Huy chương vàng Seagames cự ly 100m kể từ sau năm 1975.
Hiện tại, dù là vận động viên quốc gia, cô lại thuộc biên chế của Sở VH-TT-DL An Giang và là Sinh viên khoa Huấn luyện, Đại học Thể dục Thể thao Từ Sơn (Bắc Ninh).

## Thành tích và danh hiệu

### Trong nước
- Vận động viên tiêu biểu toàn quốc 2009 và 2010.[3]

### Ngoài nước
- HCV 100m tại SEA Games 2005.
- HCV 100m và 200m tại SEA Games 2007 và 2009.
- HCB 200m và HCĐ 100m tại ASIAD 16.
- HCV và phá kỷ lục châu Á cự ly 60m tại Đại hội Thể thao châu Á Trong nhà 2009.

## Đời tư
Bên cạnh sự nghiệp rực rỡ, Vũ Thị Hương còn có vẻ ngoài gợi cảm và thẳng thắn chia sẻ về tình yêu cuộc sống mình. Năm 2017, chia sẻ với báo chí, nữ vận động viên điền kinh thú nhận mình có nhu cầu cao trong vấn đề “chăn gối”. Vũ Thị Hương kết hôn với Gary Adamson, một doanh nhân nước Úc. Tháng 2/2019, Vũ Thị Hương sinh con trai đầu lòng Ryan.